# Швајцарска на Светском првенству у атлетици у дворани 2014.
Швајцарска је учествовала на Светском првенству у атлетици у дворани 2014. одржаном у Сопоту од 7. до 9. марта. Репрезентацију Швајцарске представљала је једна атлетичарка, која се такмичила у трци на 800 метара.,
На овом првенству Швајцарска није освојила ниједну медаљу. У табели успешности према броју и пласману такмичара који су учествовали у финалним такмичењима (првих 8 такмичара) Швајцарска је са једним учесником у финалу делила 33. место са 5 бодова.
| Плас. | Земља      | 1. место | 2. место | 3. место | 4. место | 5. место | 6. место | 7. место | 8. место | Бр. финал. | Бод. |
| ----- | ---------- | -------- | -------- | -------- | -------- | -------- | -------- | -------- | -------- | ---------- | ---- |
| =33.  | Швајцарска | 0        | 0        | 0        | 1        | 0        | 0        | 0        | 0        | 1          | 5    |

Постигнут је један лични рекорд.

## Учесници
Жене:
- Селина Бихел — 800 м

## Резултати

### Жене
| Атлетичарка  | Дисциплина | Лични рекорд | Квалификација | Квалификација | Финале   | Финале | Детаљи |
| Атлетичарка  | Дисциплина | Лични рекорд | Резултат      | Место         | Резултат | Место  | Детаљи |
| ------------ | ---------- | ------------ | ------------- | ------------- | -------- | ------ | ------ |
| Селина Бихел | 800 м      | 2:01,64      | 2:00,93 ЛР    | 1. у гр. 3 КВ | 2:01,06  | 4 / 18 |        |